# Буряковий сік
Буряко́вий сік — овочевий сік зі столового буряку. Бурякові соки готують без м'якоті і з м'якоттю. У буряковий сік додають цукор і лимонну кислоту для поліпшення смаку. 

## загальний опис
На основі бурякового соку випускають купажовані соки з соками і пюре з яблук, айви, винограду та ягід. Буряковий сік покращує обмін речовин і травлення та зміцнює організм. Косметологи рекомендують буряковий сік для збереження свіжості обличчя.
При промисловому виробництві бурякового соку коренеплоди очищають від забруднень, сортують від дефектних коренів та миють у лопатевих і барабанних мийних машинах, щоб видалити всі видимі забруднення з поверхні плодів і тим самим запобігти зараженню готового продукту мікроорганізмами, в тому числі збудниками ботулізму. Коренеплоди очищають від шкірки паротермічним способом. Обробка проводиться з одночасним бланшуванням гострою парою при температурі 120 °C протягом 10—25 хвилин, після чого шкірку дочищають у мийних машинах і на роликовому інспекційному конвеєрі. Коренеплоди розрізають навпіл для виявлення можливого внутрішнього псування. Бурякову масу подрібнюють у дробарках і потім для отримання соку без м'якоті пресують на пакпресі, проціджують, сепарують, фільтрують і потім змішують з цукром, лимонною і аскорбіновою кислотою. Після підігріву до 95 °C буряковий сік фасують в тару, закупорюють і стерилізують в автоклавах при температурі 120 °C. Для приготування соку з м'якоттю бурякову масу протирають на протиральних машинах, а потім змішують отримане пюре з цукровим сиропом, лимонною та аскорбіновою кислотами. Сік без м'якоті виробляють також з небланшованого буряка .